# Aulacodes lunalis
Aulacodes lunalis là một loài bướm đêm trong họ Crambidae.